# Джакомо Балла
Джáкомо Ба́лла (італ. Giacomo Balla; 18 липня 1871, Турин — 1 березня 1958, Рим) — італійський художник, один з основоположників італійського футуризму.

## Життєпис
Джакомо Балла народився 18 липня 1871 року в Турині в родині аптекаря. Мистецьку освіту здобув у вечірній Школі малюнка, водночас працював у літографській майстерні. У 1891 році Джакомо навчався у туринській Академії Альберті, потім практикувався у фотомайстерні. Приїхавши у Рим (1893), заробляв на життя як карикатурист і оформлювач рекламно-пакувальних матеріалів. У ранньому періоді творчість художника відповідає ознакам футуризму. У 1900 році художник поїхав у Париж, де познайомився з такими напрямами, як імпресіонізм і пуантилізм. Зокрема, художник детально вивчав картини Жоржа Сьора і Поля Сіньяка. У 1901—1902 роках знайомить художників Северіні і Боччоні зі своєю, розвиненою з дівізіонізма, технікою живопису і готує з ними два маніфести футуризму (в 1910 році). Його «розірваний рух» і «рухоме світло» на полотнах позиціонували художника як предтечу абстракціонізму. У 1930-ті роки художник зовсім відходить від футуризму, повернувся до традиційної манери живопису. Помер Джакомо Балла 1 березня 1958 року в Римі.

## Творчість
Балла — представник першої хвилі футуристичного мистецтва, на чиїй творчості вчилися Умберто Боччоні й Джино Северіні. На початку творчого шляху художник зазнав сильного впливу імпресіонізму, цікавився теорією кольору і пуантилізмом. У 20-х роках Балла створив пластичний комплекс — рухомі конструкції з дроту, картону і глянцевого паперу. Він захопився спіритизмом, і це вплинуло на його творчість. В його творчості звучали ірреальні мотиви з метафізичним підґрунтям. Художник прагнув поєднати форму, колір, рух і звук. Картину. на якій художник зобразив політ ластівки, сприймають як стилістичну розкадровку. Його стиль змінюється, коли художник приєднується до угруповання Філіппо Томмазо Марінетті, засновника футуризму. Джаково Балла був співредактором «Маніфесту художників-футуристів». Прославляючи динаміку сучасного світу, Балла намагається передати «швидкість», застосовуючи принцип симультанності (передачі одночасних рухів на площині («Динамізм собаки на повідку», 1912)). Його композиції близькі доабстракцій («Небезпеки війни», 1915). Художник був активним пропагандистом футуризму. Переносить стиль на інші види мистецтва: скульптуру і театральний дизайн, костюм. Все більше тяжіючи до геометричних форм, Балла поєднує в творчості абстрактні і фігуративні композиції.